# Aalen
Aalen ( phát âm tiếng Đức: [ˈaːlən] ⓘ) là thủ phủ và là thị trấn lớn nhất của huyện Ostalbkreis, thuộc bang Baden-Württemberg, Đức. Nơi đây nằm cách Stuttgart khoảng 70 kilômét (43 mi) về phía đông và cách Ulm 48 kilômét (30 mi) phía bắc.